# José Luis Ballester Tuliesa
José Luis Ballester Tuliesa (Vinaròs, País Valencià; 1968) és un regatista valencià, ja retirat, que va guanyar una medalla olímpica d'or. Va néixer el 17 d'agost de 1968 a la ciutat de Vinaròs, població situada a la província de Castelló. De jove, però, s'establí a les Illes Balears.
Membre del Club Nàutic de Pollença, va participar, als 23 anys, en els Jocs Olímpics d'Estiu de 1992 celebrats a Barcelona (Espanya), on va finalitzar dotzè en la classe Tornado al costat del canari Carlos Santacreu. En els Jocs Olímpics d'Estiu de 1996 realitzats a Atlanta (Estats Units) aconseguí guanyar la medalla d'or en aquesta prova al costat del canari Fernando León, finalitzant novens en els Jocs Olímpics d'Estiu del 2000 realitzats a Sydney (Austràlia).
Al llarg de la seva carrera ha guanyat 5 medalles en el Campionat del Món de vela, destacant la medalla d'or aconseguida el 1994. En retirar-se de la competició fou nomenat director general d'esports del Govern de les Illes Balears.